# Politique en Seine-et-Marne
Le département français de la Seine-et-Marne est un département créé le 4 mars 1790 en application de la loi du 22 décembre 1789, à partir des anciennes provinces de Île-de-France et de Champagne. Les 507 actuelles communes, dont presque toutes sont regroupées en intercommunalités, sont organisées en 23 cantons permettant d'élire les conseillers départementaux. La représentation dans les instances régionales est quant à elle assurée par 22 conseillers régionaux. Le département est également découpé en 11 circonscriptions législatives, et est représenté au niveau national par onze députés et six sénateurs. 

## Représentation politique et administrative

### Préfets et arrondissements

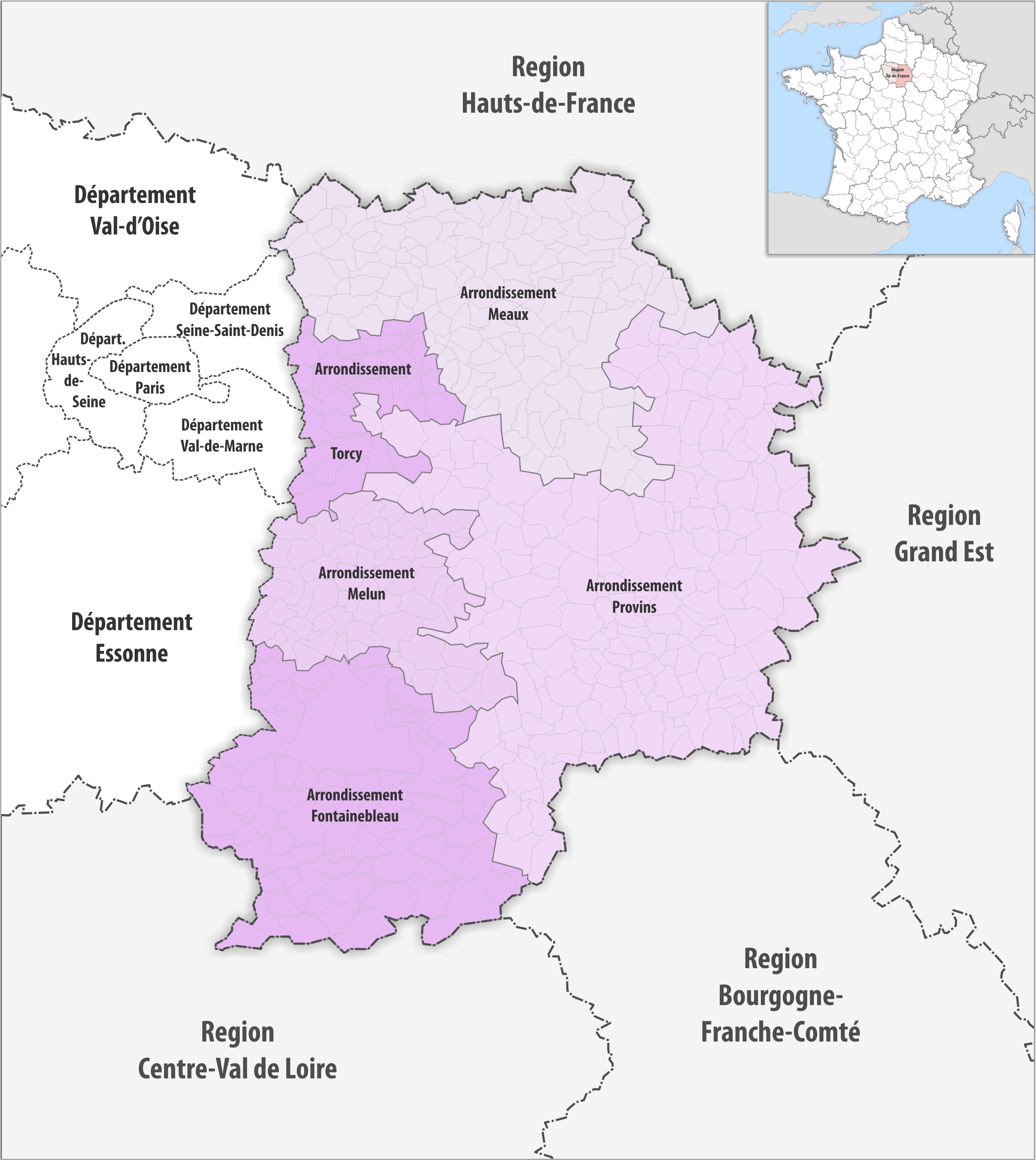
Arrondissements

La préfecture de Seine-et-Marne est localisée à Melun. Le département possède en outre quatre sous-préfectures à Fontainebleau, Meaux, Provins et Torcy. Jusqu'en 1926, une sous-préfecture supplémentaire était située à Coulommiers.

### Députés et circonscriptions législatives

Circonscriptions et affiliations à l'issue des élections de 2024.

| Circ. | Nom                       |  | Parti | Groupe                      | Suppléant                 |
| ----- | ------------------------- |  | ----- | --------------------------- | ------------------------- |
| 1re   | Arnaud Saint-Martin       |  | LFI   | La France insoumise         | Fatiya Ammad Mothay       |
| 2e    | Frédéric Valletoux        |  | HOR   | Horizons et indépendants    | Juliette Vilgrain         |
| 3e    | Jean-Louis Thiériot       |  | LR    | Droite républicaine         | Michel Gonord             |
| 3e    | Michel Gonord             |  | HOR   | Droite républicaine (app.)  | –                         |
| 3e    | Jean-Louis Thiériot       |  | LR    | Droite républicaine         | Michel Gonord             |
| 4e    | Julien Limongi            |  | RN    | Rassemblement national      | Patrice Varea             |
| 5e    | Franck Riester            |  | RE    | Ensemble pour la République | Patricia Lemoine          |
| 6e    | Béatrice Roullaud         |  | RN    | Rassemblement national      | Alain Rouvellat           |
| 7e    | Ersilia Soudais           |  | LFI   | La France insoumise         | Joël Marion               |
| 8e    | Arnaud Bonnet             |  | LÉ    | Écologiste et social        | Amandine Janiaud-Vergnaud |
| 9e    | Céline Thiébault-Martinez |  | PS    | Socialistes et apparentés   | Stéphane Collon           |
| 10e   | Maxime Laisney            |  | LFI   | La France insoumise         | Maryline Braz Dantas      |
| 11e   | Olivier Faure             |  | PS    | Socialistes et apparentés   | Xaviera Marchetti         |

### Sénateurs
| Nom               |  | Parti | Groupe                                                                       | Autres mandats (passés ou actuels) |
| ----------------- |  | ----- | ---------------------------------------------------------------------------- | ---------------------------------- |
| Anne Chain-Larché |  | LR    | Les Républicains                                                             |                                    |
| Pierre Cuypers    |  | LR    | Les Républicains                                                             |                                    |
| Aymeric Durox     |  | RN    | Réunion administrative des sénateurs ne figurant sur la liste d'aucun groupe |                                    |
| Vincent Éblé      |  | PS    | Socialiste, écologiste et républicain                                        |                                    |
| Marianne Margaté  |  | PCF   | Communiste, républicain, citoyen et écologiste                               |                                    |
| Louis Vogel       |  | HOR   | Les Indépendants - République et territoires                                 | Maire de Melun                     |

### Conseillers départementaux
| Canton                   | Sortants                 | Parti | Parti | Élus                     | Parti | Parti |
| ------------------------ | ------------------------ | ----- | ----- | ------------------------ | ----- | ----- |
| Champs-sur-Marne         | Vincent Éblé             |       | PS    | Vincent Éblé             |       | PS    |
| Champs-sur-Marne         | Julie Gobert             |       | PS    | Julie Gobert             |       | PS    |
| Chelles                  | Céline Netthavongs       |       | UDI   | Céline Netthavongs       |       | UDI   |
| Chelles                  | Brice Rabaste            |       | LR    | Brice Rabaste            |       | LR    |
| Claye-Souilly            | Olivier Morin            |       | LR    | Olivier Morin            |       | LR    |
| Claye-Souilly            | Véronique Pasquier       |       | LR    | Véronique Pasquier       |       | LR    |
| Combs-la-Ville           | Jean Laviolette          |       | PS    | Jean Laviolette          |       | PS    |
| Combs-la-Ville           | Virginie Thobor          |       | PS    | Virginie Thobor          |       | PS    |
| Coulommiers              | Yves Jaunaux             |       | LR    | Michel Jozon             |       | DVD   |
| Coulommiers              | Laurence Picard          |       | Agir  | Sophie Deloisy           |       | Agir  |
| La Ferté-sous-Jouarre    | Martine Bullot           |       | LR    | Cindy Moussi             |       | LR    |
| La Ferté-sous-Jouarre    | Ugo Pezzetta             |       | Agir  | Ugo Pezzetta             |       | Agir  |
| Fontainebleau            | Pierre Bacqué            |       | RN    | Pascal Gouhoury          |       | LR    |
| Fontainebleau            | Béatrice Rucheton        |       | LR    | Béatrice Rucheton        |       | LR    |
| Fontenay-Trésigny        | Jean-Marc Chanussot      |       | LR    | Jean-Marc Chanussot      |       | LR    |
| Fontenay-Trésigny        | Daisy Luczak             |       | LR    | Daisy Luczak             |       | LR    |
| Lagny-sur-Marne          | Geneviève Sert           |       | UDI   | Bouchra Fenzar-Rizki     |       | LR    |
| Lagny-sur-Marne          | Sinclair Vouriot         |       | CNIP  | Christian Robache        |       | Agir  |
| Meaux                    | Sarah Lacroix            |       | LR    | Sarah Lacroix            |       | LR    |
| Meaux                    | Jérôme Tisserand         |       | LR    | Jean-François Parigi     |       | LR    |
| Melun                    | Nathalie Beaulnes-Séréni |       | LR    | Nathalie Beaulnes-Séréni |       | LR    |
| Melun                    | Denis Jullemier          |       | LR    | Denis Jullemier          |       | LR    |
| Mitry-Mory               | Bernard Corneille        |       | DVG   | Anthony Gratacos         |       | GRS   |
| Mitry-Mory               | Marianne Margaté         |       | PCF   | Marianne Margaté         |       | PCF   |
| Montereau-Fault-Yonne    | Patrick Septiers         |       | UDI   | Patrick Septiers         |       | UDI   |
| Montereau-Fault-Yonne    | Andrée Zaidi             |       | UDI   | Majdoline Bourgeais      |       | UDI   |
| Nangis                   | Nolwenn Le Bouter        |       | LR    | Nolwenn Le Bouter        |       | LR    |
| Nangis                   | Jean-Louis Thiériot      |       | LR    | Jean-Louis Thiériot      |       | LR    |
| Nemours                  | Bernard Cozic            |       | LR    | Bernard Cozic            |       | LR    |
| Nemours                  | Isoline Garreau          |       | LR    | Isoline Garreau          |       | LR    |
| Ozoir-la-Ferrière        | Jean-François Oneto      |       | LR    | Laurent Gautier          |       | LREM  |
| Ozoir-la-Ferrière        | Anne-Laure Fontbonne     |       | LR    | Mireille Munch           |       | CÉ    |
| Pontault-Combault        | Smaïl Djebara            |       | PS    | Smaïl Djebara            |       | PS    |
| Pontault-Combault        | Monique Delessard        |       | PS    | Sara Short-Ferjule       |       | PS    |
| Provins                  | Olivier Lavenka          |       | LR    | Olivier Lavenka          |       | LR    |
| Provins                  | Sandrine Sosinski        |       | LR    | Sandrine Sosinski        |       | LR    |
| Saint-Fargeau-Ponthierry | Jérôme Guyard            |       | LR    | Vincent Paul-Petit       |       | LR    |
| Saint-Fargeau-Ponthierry | Véronique Veau           |       | LR    | Véronique Veau           |       | LR    |
| Savigny-le-Temple        | Franck Vernin            |       | UDI   | Éric Bareille            |       | PS    |
| Savigny-le-Temple        | Cathy Bissonnier         |       | LR    | Marie-Line Pichery       |       | PS    |
| Serris                   | Arnaud de Belenet        |       | LREM  | Thierry Cerri            |       | DVD   |
| Serris                   | Valérie Pottiez-Husson   |       | LR    | Anne Gbiorczyk           |       | DVD   |
| Torcy                    | Ludovic Boutillier       |       | LR    | Yann Dubosc              |       | LR    |
| Torcy                    | Martine Duvernois        |       | UDI   | Claudine Thomas          |       | LR    |
| Villeparisis             | Isabelle Recio           |       | LR    | Emma Abreu               |       | LREM  |
| Villeparisis             | Xavier Vanderbise        |       | LR    | Xavier Vanderbise        |       | LR    |

### Conseillers régionaux
Présidence : Valérie Pécresse (Yvelines)
|            | Parti | Siège |
| ---------- | ----- | ----- |
| Majorité   |       |       |
|            | LR    | 7     |
|            | UDI   | 2     |
|            | MoDem | 2     |
|            | Agir  | 1     |
|            | MR    | 1     |
| Opposition |       |       |
|            | RN    | 4     |
|            | PS    | 2     |
|            | LFI   | 2     |
|            | Agir  | 1     |

### Maires

Carte des 507 communes de Seine-et-Marne au 1er janvier 2022.

| Commune               | Maire                     |  | Parti | Élection | Population |
| --------------------- | ------------------------- |  | ----- | -------- | ---------- |
| Bussy-Saint-Georges   | Yann Dubosc               |  | LR    | 2016     | 26 334     |
| Champs-sur-Marne      | Maud Tallet               |  | PCF   | 1994     | 26 661     |
| Chelles               | Brice Rabaste             |  | LR    | 2014     | 54 372     |
| Combs-la-Ville        | Guy Geoffroy              |  | LR    | 1995     | 22 712     |
| Dammarie-les-Lys      | Gilles Battail            |  | LR    | 2014     | 23 252     |
| Lagny-sur-Marne       | Jean-Paul Michel          |  | HOR   | 2014     | 21 433     |
| Meaux                 | Jean-François Copé        |  | LR    | 2005     | 56 659     |
| Le Mée-sur-Seine      | Franck Vernin             |  | UDI   | 2003     | 19 527     |
| Melun                 | Kadir Mebarek             |  | HOR   | 2023     | 43 685     |
| Mitry-Mory            | Charlotte Blandiot-Faride |  | PCF   | 2015     | 20 393     |
| Montereau-Fault-Yonne | James Chéron              |  | UDI   | 2017     | 21 840     |
| Ozoir-la-Ferrière     | Jean-François Oneto       |  | LR    | 2001     | 20 969     |
| Pontault-Combault     | Gilles Bord               |  | LC    | 2018     | 38 941     |
| Roissy-en-Brie        | François Bouchart         |  | DVC   | 2015     | 23 521     |
| Savigny-le-Temple     | Marie-Line Pichery        |  | PS    | 2011     | 30 630     |
| Torcy                 | Guillaume Le Lay-Felzine  |  | PS    | 2012     | 22 939     |
| Villeparisis          | Frédéric Bouche           |  | PS    | 2020     | 26 794     |